# Museu de Grenoble
O Museu de Grenoble, ou, nas suas formas portuguesas, Grenobla ou Granobra, é um museu de belas artes e antiguidades na cidade de Grenoble, na França.
Localizado à esquerda da Isère, lugar de Lavalette, é conhecido tanto por suas coleções de arte antiga que, para todas as suas coleções de arte moderna e contemporânea.

## Coleções

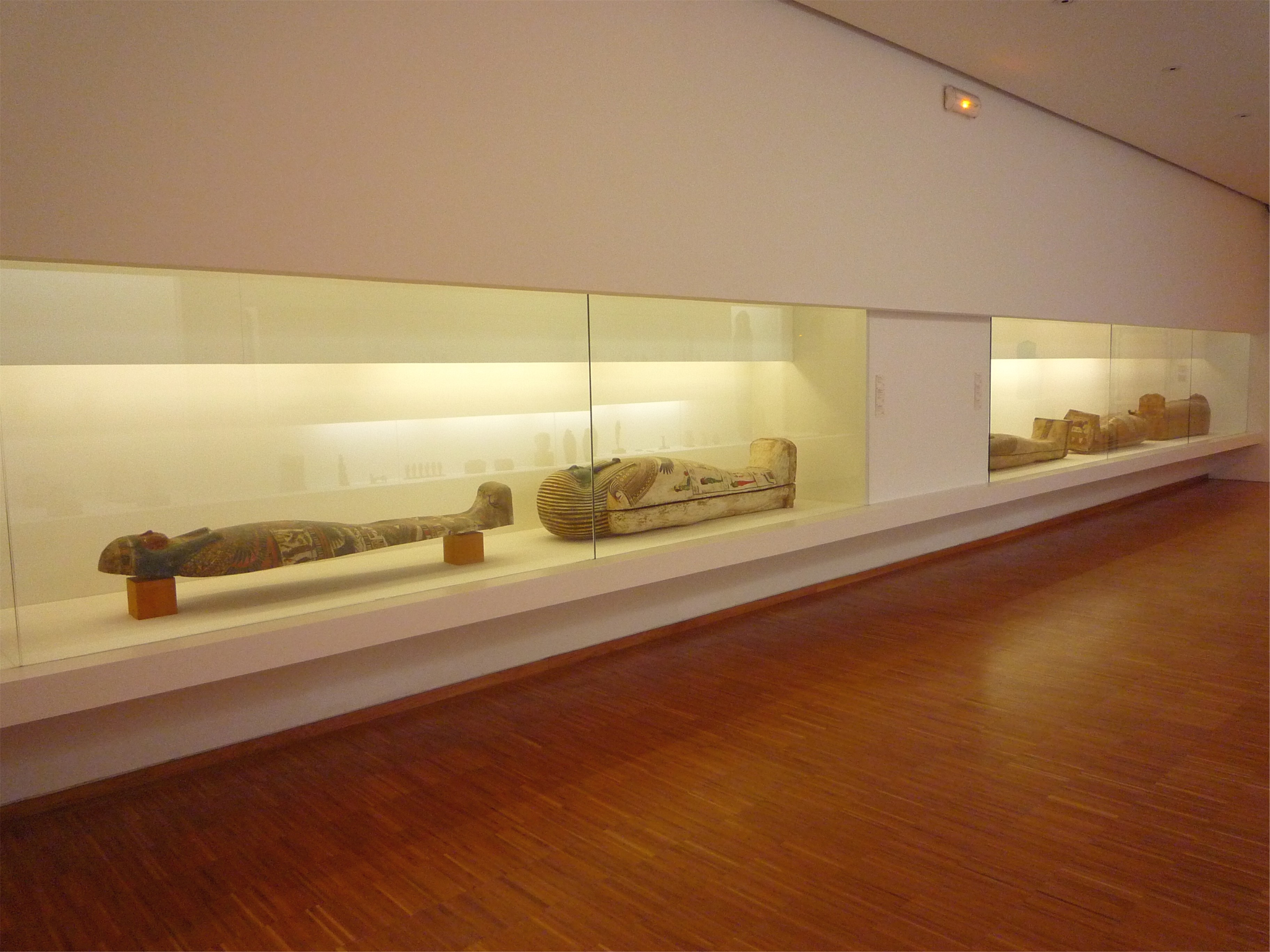
Exposições da Sala 59. Sarcófagos Seção de egiptologia

Criado em 1798 por Louis-Joseph Jay, o museu teve no século XX, de grandes doadores, como a General Léon de Beylié ou Georgette Agutte.
O museu exibe uma colecção de pinturas dividido em duas partes desde a inauguração do novo edifício em 1994:
A seção de pinturas antigas inclui obras de pintores como Jacopo Torriti, de Philippe de Champaigne (a maior coleção de suas pinturas, depois do Louvre), Charles Le Brun, Francisco de Zurbarán (com a maior coleção de pinturas em França), Rubens, Georges de La Tour e Canaletto.
A secção de pintura moderna (a partir do final do século 19) é uma das maiores do seu género em França, nos arredores de Paris e pinturas de mestres como Henri Matisse, Paul Gauguin, Henri Fantin-Latour e Andy Warhol. A arte contemporânea também está bem representado com obras de artistas da França, Itália e América.

## Antiguidades e desenhos.

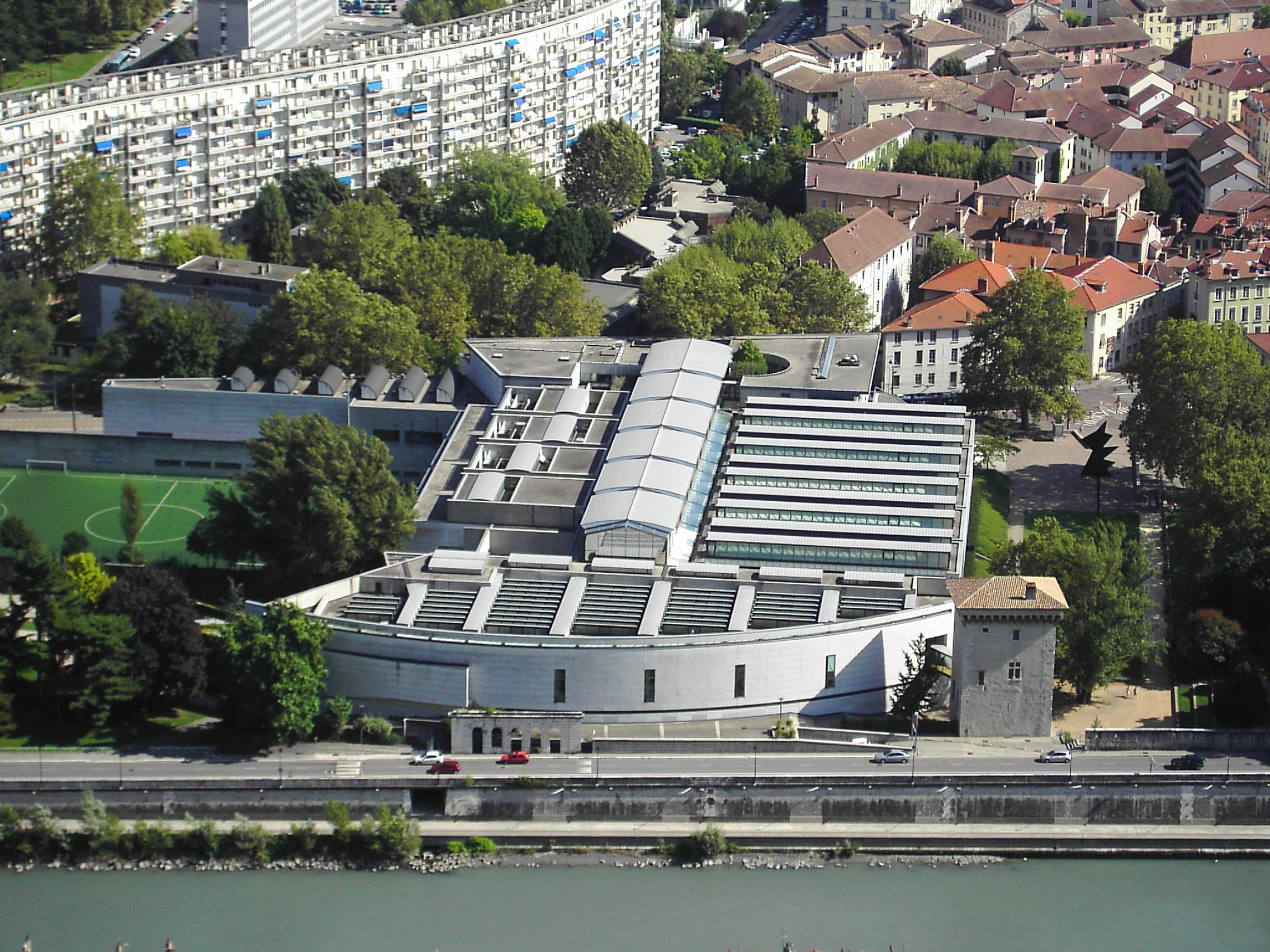
Museu e torre.

As antiguidades egípcias e as antiguidades gregas e romanas são instalados em três salas no piso -1 do Museu.
Este conjunto é complementado por uma extensa coleção de desenhos muito importante, com as folhas de alta qualidade. Uma torre construída em 1401, a torre da ilha (Tour de L'Isle) ligado ao museu por uma ponte de aço e casas de vidro esta coleção de desenhos.

## Jardim de esculturas
Além de duas salas de esculturas do museu, o museu é construído em torno de um jardim de esculturas de 16.000 metros quadrados.

## Galeria

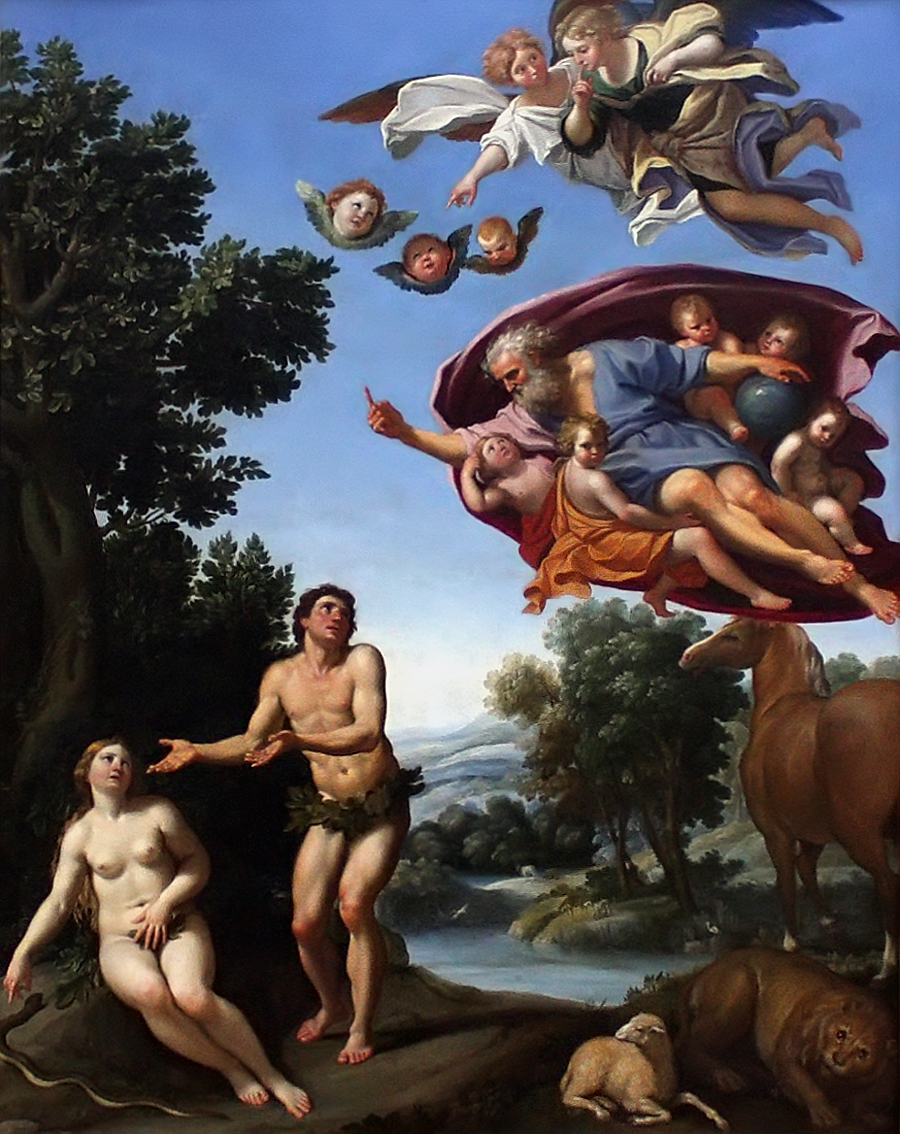
Adão e Eva Domenico Zampieri
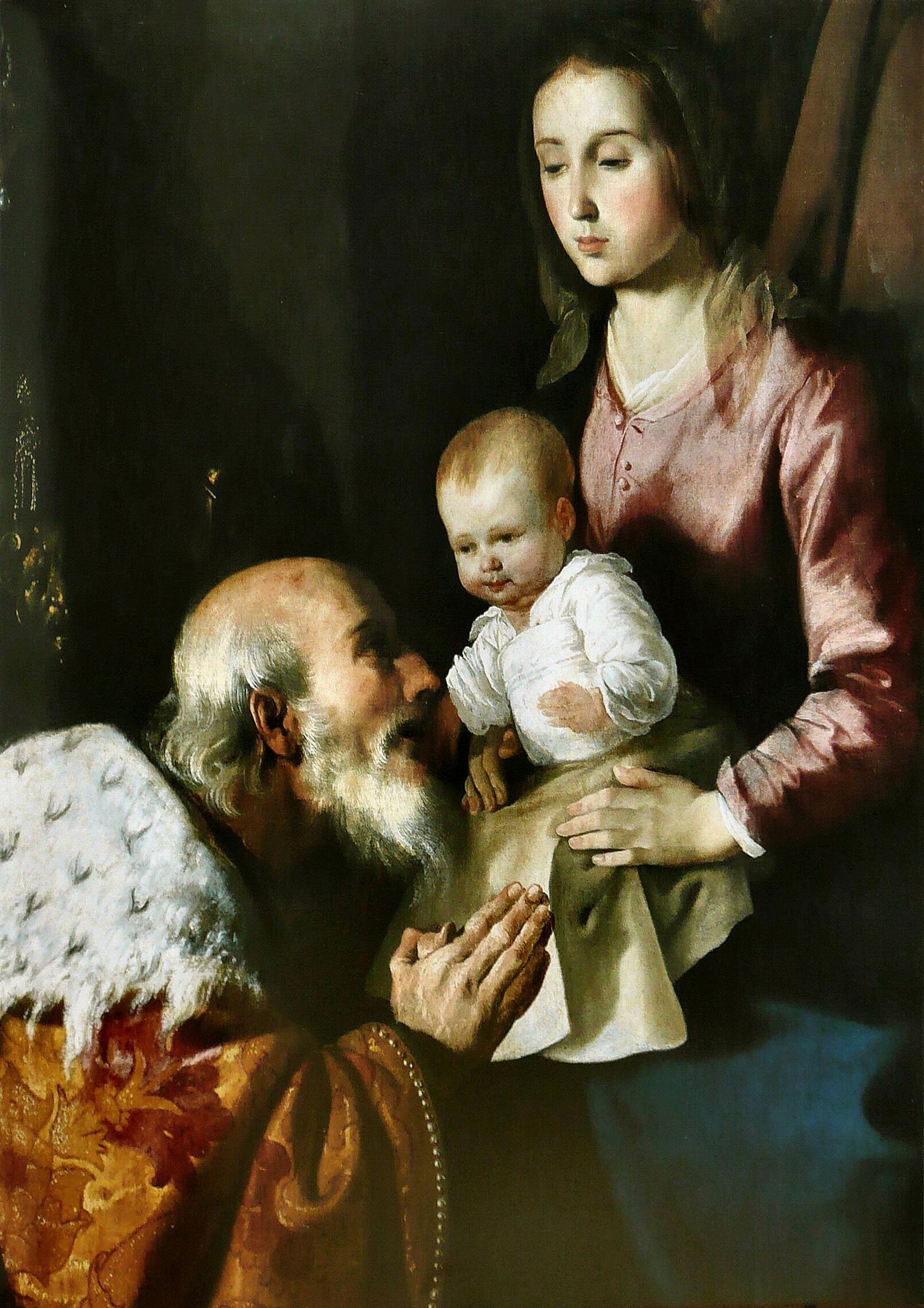
Adoração dos Magos Francisco de Zurbarán
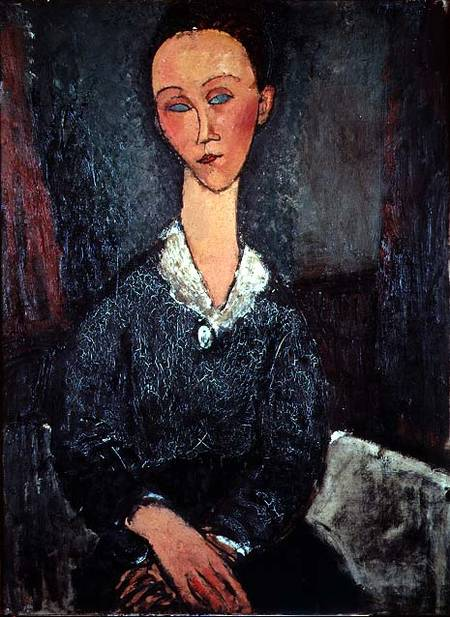
Mulher no colarinho branco Modigliani